# Denise Restout
Denise Restout (París, 24 de novembre, 1915 - Hartford, Connecticut, Estados Unidos, 9 de març, 2004) va ser una professora de piano francesa experta en la música barroca alemanya i francesa per al teclat. Va ser ajudant, editora i biògrafa de la clavecinista Wanda Landowska.

## Biografia
Denise era filla de Fernand Restout, dissenyador i Juliette François, professora, va créixer a Saint-Leu, en una família de músics.
Va estudiar dibuix, història de l'art i pintura, però també música, piano i clavicèmbal al Conservatori Nacional de Música, on es va graduar l'any 1930.
Al Conservatori de París, va ser alumne de Lazare Lévy. El 1933 va conèixer Wanda Landowska, va prendre classes de clavecí amb ella i es van convertí en parella de fet. Va començar a tocar l'orgue amb Joseph Bonnet. Participa en classes magistrals de clavecí.
Es va convertir en assistent de Landowska el 1935, i la va seguir als Estats Units el 1940 quan va haver de fugir de França. Quan Landowska va morir el 1959, Denise Restout va heretar la seva propietat i els seus arxius. Va continuar ensenyant al Centre Landowska situat a Lakeville (Connecticut) i el 1964 va publicar una recopilació dels escrits de Landowska. Restout va ser membre de la societat francesa de musicologia.
Els arxius de Wanda Landowska i Denise Restout es poden consultar a la Biblioteca del Congrés.